# Laguna Verde, Santa Lucía Monteverde
Laguna Verde är en ort i Mexiko.   Den ligger i kommunen Santa Lucía Monteverde och delstaten Oaxaca, i den sydöstra delen av landet, 300 km sydost om huvudstaden Mexico City. Laguna Verde ligger 2 742 meter över havet och antalet invånare är 150.
Terrängen runt Laguna Verde är kuperad åt nordost, men åt sydväst är den bergig. Laguna Verde ligger uppe på en höjd. Runt Laguna Verde är det ganska tätbefolkat, med 72 invånare per kvadratkilometer. Närmaste större samhälle är Villa Chalcatongo de Hidalgo, 14,6 km nordost om Laguna Verde. Trakten runt Laguna Verde består i huvudsak av gräsmarker.